# فيلنوهيرسك
فيلنوهيرسك (Вільногірськ) هي مدينة في مقاطعة دنيبروبيتروفسكا في أوكرانيا.
يبلغ عدد سكانها حوالي 23990 نسمة.